# Cornalatus terrigena
Cornalatus terrigena är en mångfotingart som beskrevs av Carl Graf Attems 1943. Cornalatus terrigena ingår i släktet Cornalatus och familjen Rhachodesmidae. Inga underarter finns listade i Catalogue of Life.